# 拉瓦内拉
拉瓦内拉，是西班牙拉里奥哈自治区的一个市镇。总面积14平方公里，总人口41人（2001年），人口密度3人/平方公里。